# بولوتنويي
بولوتنويي (بالروسية: Болотное) هي إحدى مدن روسيا في الكيان الفدرالي الروسي نوفوسيبيرسك أوبلاست.